# Compra da Luisiana
A Compra da Luisiana (Louisiana Purchase, termo usado nos Estados Unidos) ou Venda da Luisiana (Vente de la Louisiane, termo usado na França) foi a aquisição do território da Louisiana pelos Estados Unidos da Primeira República Francesa em 1803. Este consistia na maior parte da terra na bacia de drenagem do rio Mississippi a oeste do rio. Em troca de quinze milhões de dólares, ou aproximadamente dezoito dólares por milha quadrada, os Estados Unidos adquiriram nominalmente um total de 828 000 sq mi (2 140 000 km2; 530 000 000 acres). No entanto, a França controlava apenas uma pequena fração desta área, a maioria da qual era habitada por nativos americanos; efetivamente, para a maior parte da área, os Estados Unidos compraram o direito de preferência para obter terras indígenas por tratado ou por conquista, com a exclusão de outras potências coloniais.
O Reino da França controlou o território da Louisiana de 1682 até ser cedido à Espanha em 1762. Em 1800, Napoleão, o Primeiro Cônsul da República Francesa, recuperou a propriedade da Louisiana em troca da Toscana como parte de um esforço mais amplo para restabelecer um império colonial francês na América do Norte. No entanto, o fracasso da França em reprimir uma revolta em Saint-Domingue, juntamente com a perspectiva de uma nova guerra com o Reino Unido, levou Napoleão a considerar a venda da Louisiana para os Estados Unidos. A aquisição da Louisiana era um objetivo de longo prazo do presidente Thomas Jefferson, que estava especialmente ansioso para ganhar o controle do crucial porto do rio Mississippi de Nova Orleans. Jefferson encarregou James Monroe e Robert R. Livingston de comprar Nova Orleans. Negociando com o ministro do Tesouro francês, François Barbé-Marbois, os representantes dos EUA rapidamente concordaram em comprar todo o território da Louisiana depois que ele foi oferecido. Superando a oposição do Partido Federalista, Jefferson e o secretário de Estado James Madison persuadiram o Congresso a ratificar e financiar a Compra da Louisiana.
A Compra da Louisiana estendeu a soberania dos Estados Unidos através do rio Mississippi, quase dobrando o tamanho nominal do país. A compra incluiu terras de quinze estados atuais dos EUA e duas províncias canadenses, incluindo a totalidade do Arkansas, Missouri, Iowa, Oklahoma, Kansas e Nebraska; grandes porções de Dakota do Norte e Dakota do Sul; a área de Montana, Wyoming e Colorado a leste da Divisão Continental; a porção de Minnesota a oeste do rio Mississippi; a seção nordeste do Novo México; porções do norte do Texas; Nova Orleans e as porções do atual estado da Louisiana a oeste do rio Mississippi; e pequenas porções de terra dentro de Alberta e Saskatchewan. Na época da compra, o território da população não-nativa da Louisiana era de cerca de 60 000 habitantes, dos quais metade eram africanos escravizados.  As fronteiras ocidentais da compra foram mais tarde estabelecidas pelo Tratado Adams-Onís de 1819 com a Espanha, enquanto as fronteiras setentrionais da compra foram ajustadas pelo Tratado de 1818 com os britânicos.

## Transferências formais e organização inicial
A França entregou Nova Orleans, a histórica capital colonial, em 20 de dezembro de 1803, no Cabildo, com uma cerimônia de hasteamento da bandeira na Plaza de Armas, hoje Jackson Square. Apenas três semanas antes, em 30 de novembro de 1803, as autoridades espanholas haviam formalmente transmitido as terras coloniais e sua administração para a França.
Em 9 e 10 de março de 1804, outra cerimônia, comemorada como o Dia das Três Bandeiras, foi realizada em St. Louis, para transferir a propriedade da Alta Louisiana da Espanha para a França e, em seguida, da França para os Estados Unidos. De 10 de março a 30 de setembro de 1804, a Alta Louisiana foi supervisionada como um distrito militar, sob seu primeiro comandante civil, Amos Stoddard, que foi nomeado pelo Departamento de Guerra.
A partir de 1º de outubro de 1804, o território comprado foi organizado no Território de Orleans (a maior parte do qual se tornaria o estado da Louisiana) e no Distrito de Louisiana, que estava temporariamente sob controle do governador e do sistema judicial do Território de Indiana. No ano seguinte, o Distrito da Louisiana foi renomeado para Território da Louisiana.  Nova Orleans era a capital administrativa do Território de Orleans, e St. Louis era a capital do Território da Louisiana.